# Judy Cornwell
Pour les articles homonymes, voir Cornwell.
Judy Valerie Cornwell, née le 22 février 1940, est une actrice et écrivaine britannique principalement connue pour son rôle de Daisy dans la sitcom britannique à succès Keeping Up Appearances de 1990 à 1995. Elle joue également Anya Claus dans Santa Claus en 1985. Au cours des dernières années, elle devient célèbre pour son rôle de Miss Marple dans de nombreuses productions scéniques, dont A Murder Is Announced, entre 2014 et 2016.

## Biographie
Le père de Judy Cornwell sert dans la Royal Air Force et elle grandit en Grande-Bretagne, où elle fréquente une école conventuelle. Elle fréquente ensuite le pensionnat Saint Michael à Heacham, dans le Norfolk, avant de déménager en Australie avec sa famille. Elle raconte ses expériences d'enfance dans son autobiographie Adventures of a Jelly Baby. À l'adolescence, elle retourne en Grande-Bretagne et devient danseuse et comédienne professionnelle. Elle travaille son numéro entre les nus au Irving Theatre Club de Dhurjati Chaudhury, sur Irving Street, près de Leicester Square, à Londres,,,. Elle devient ensuite actrice. Elle aura notamment un rôle dans l'émission radiophonique The Navy Lark, dans la pièce Oh! What A Lovely War, sa propre série télévisée humoristique Moody and Pegg, et une saison avec la Royal Shakespeare Company.

### Vie privée
Cornwell épouse John Kelsall Parry le 18 décembre 1960. Ensemble, ils ont un fils. Le couple réside à Brighton.

## Cinéma et télévision
Au cinéma, Judy Cornwell jouera notamment dans Santa Claus: The Movie et Mad Cows. À la télévision, elle apparaît dans Dixon de Dock Green, Cakes and Ale, Bergerac, Doctor Who (dans l'épisode Paradise Towers), dans plusieurs épisodes de Farrington de FO, The Famous Five, The Bill, Heartbeat, The Royal, Miss Marple, Midsomer, Meurtres ou encore lieutenant du diable. Elle apparaît également dans le feuilleton EastEnders de la BBC dans le rôle de Queenie Trott, la méchante mère tyrannique de l'adorable perdante Heather Trott. En 1987, elle interprète la vieille fille anglaise Rosemary Tuttle dans l'épisode « Rumpole and the Official Secret » de la saison 4 de Rumpole of the Bailey.
Elle est principalement connue pour son rôle de l'adorable femme au foyer de la classe ouvrière, Daisy, dans les 44 épisodes de la sitcom Keeping Up Appearances, qui comporte 5 séries et diffusée de 1990 à 1995.
Elle est apparaît dans un épisode de Birds of a Feather en 2014.

## Œuvres publiées
- (en) Judy Cornwell, Adventures of a Jelly Baby, Pan Books, 2006, 320 p. (ISBN 9780283070013)

- (en) Judy Cornwell, Cow and cow parsley, Seagull Bks; First Edition, 1985, 188 p. (ISBN 978-0863321597)

- (en) Judy Cornwell, Fishcakes at the Ritz, Orion Publishing Co, 1989 (ISBN 978-0575044395)

- (en) Judy Cornwell, The Seventh Sunrise, Simon & Schuster Ltd; First Edition, 1993, 388 p. (ISBN 978-0671717865)

- (en) Judy Cornwell, Fear and Favour, Simon & Schuster, 1996, 224 p. (ISBN 978-0671853624)

## Filmographie

### Cinéma
| Année | Titre                                                                                   | Rôle                 | Remarques                               |
| ----- | --------------------------------------------------------------------------------------- | -------------------- | --------------------------------------- |
| 1959  | Amis et voisins                                                                         | 4ème fille           |                                         |
| 1965  | La maison des horreurs du Dr Terror                                                     | Infirmière           | (segment Disembodied Hand), non-crédité |
| 1967  | Deux pour la route                                                                      | Tapoter              |                                         |
| 1967  | La Fusée vers la Lune de Jules Verne                                                    | Dame Electre         |                                         |
| 1968  | Les coureurs sauvages                                                                   | Pippy                |                                         |
| 1969  | Heironymus Merkin pourra-t-il un jour oublier Mercy Humppe et trouver le vrai bonheur ? | Caresse en filigrane |                                         |
| 1969  | Crier au loup                                                                           | Stella               |                                         |
| 1970  | Chaque maison devrait en avoir un                                                       | Liz Brun             |                                         |
| 1970  | Danse country                                                                           | Rosie                |                                         |
| 1970  | Paddy                                                                                   | Breeda               |                                         |
| 1970  | Les Hauts de Hurlevent                                                                  | Nelly Doyen          |                                         |
| 1971  | Qui a tué tante Roo ?                                                                   | Clarine              |                                         |
| 1985  | Père Noël : le film                                                                     | Anya Noël            |                                         |
| 1987  | Crier à la liberté                                                                      | Réceptionniste       |                                         |
| 1995  | Persuasion                                                                              | Mme. Musgrove        |                                         |
| 1999  | Vaches folles                                                                           | La mère de Maddy     |                                         |

### Télévision
| Année     | Titre                                            | Role                    | Notes                                        |
| --------- | ------------------------------------------------ | ----------------------- | -------------------------------------------- |
| 1964      | The Sullavan Brothers                            | Helen                   | 1 épisode                                    |
| 1965      | The Worker (TV series)                           | Mary                    | 1 épisode                                    |
| 1972      | Man of Straw                                     | Guste Daimchen          | 4 épisodes                                   |
| 1974–1976 | Moody and Pegg                                   | Daphne Pegg             | 12 épisodes                                  |
| 1976      | Cakes and Ale                                    | Rosie                   | 3 épisodes                                   |
| 1977      | Supernatural                                     | Margaret Graham         | Épisode : Viktoria                           |
| 1980–1981 | The Good Companions                              | Elizabeth Trant         | 9 épisodes                                   |
| 1982      | Look and Read                                    | Mrs Watson              | Épisode : Fairground                         |
| 1983      | Jane Eyre                                        | Mrs Reed                | 2 épisodes                                   |
| 1983      | Rumpole of the Bailey                            | Miss Tuttle             | Saison 4 épisode 3                           |
| 1984      | The Devil's Lieutenant                           | Rose von Siebert        | TV film                                      |
| 1985      | There Comes a Time                               | Vanessa James           | 7 épisodes                                   |
| 1987      | Doctor Who                                       | Maddy                   | 3 épisodes : Paradise Towers                 |
| 1987      | Dorothy L. Sayers Mysteries                      | Miss Booth              | Épisode : Strong Poison                      |
| 1987      | Bergerac                                         | Belle Young             | Épisode : The Memory Man                     |
| 1990–1995 | Keeping Up Appearances                           | Daisy                   | Rôle principal ; 44 épisodes                 |
| 1992      | Nice Town                                        | Aunt Peggy              | 3 épisodes                                   |
| 1992      | The Mirror Crack'd                               | Heather Badcock         | TV film                                      |
| 1994      | Under the Hammer                                 | 'Batty'                 | 1 épisode                                    |
| 1996      | Famous Five                                      | Mrs Baker               | Épisode : Five on a Hike Together            |
| 1997      | The Memoirs of Hyacinth Bucket                   | Daisy                   |                                              |
| 1998      | Midsomer Murders                                 | May Cuttle              | Épisode: Death in Disguise                   |
| 1998      | The Life and Crimes of William Palmer            | Mrs Palmer              | 2 épisodes                                   |
| 1999      | Heartbeat                                        | Isabelle Sheba Christie | Épisode : Shotgun Wedding                    |
| 2000      | David Copperfield                                | Peggotty                | TV film                                      |
| 2007–2008 | EastEnders                                       | Queenie Trott           | 8 épisodes                                   |
| 2008      | Keeping Up Appearances: Life Lessons from Onslow | Daisy                   |                                              |
| 2014      | Birds of a Feather                               | Annie                   | Épisode : You Can't Always Get What You Want |
| 2020      | Pointless                                        | Herself                 |                                              |
| 2023      | Keeping Up Appearances - 30 Years Of Laughs      | Herself/Daisy           | Documentaire                                 |